# Роккати, Кристина
Кристина Роккати (24 октября 1732, Ровиго, Венецианская республика — 16 марта 1797, там же) — итальянская поэтесса, философ, физик, педагог. Одна из первых студентов женского пола в Европе. Учёная, в 1751 году получившая научную степень в Болонском университете.

## Биография
Родилась в аристократической семье. Изучала классические языки под руководством ректора семинарии в Ровиго. С детства писала стихи и в возрасте 15 лет за свою поэзию получила премию Accademia dei Concordi Ordna. В 1747 году родители разрешили ей изучать естественную философию в Болонском университете. В том же году К. Роккати была принята в университет, где изучала литературу, логику, метафизику, мораль, метеорологию и астрономию, но сосредоточила свои усилия на физике и естествознании.
Как автор стихов и сонетов награждалась в Болонье.
В 1749 году стала членом Академии «Конкордии», в 1750 году была принята в Accademia degli Apatisti во Флоренции, в 1755 году — в Accademia nell’Arcadia (под именем Aganice Aretusiana), а также в Академию Ровиго, Accademia degli Ardenti в Болонье и Риковерати в Падуе.
В мае 1751 года, в то время, когда женщинам часто отказывали в возможностях получения высшего образования, Роккати, считавшаяся вундеркиндом, получила степень по философии, став третьей женщиной, получившей академическую квалификацию. Продолжила обучение в университете Падуи, сосредоточившись на классической (ньютоновской) физике, греческом и иврите, продолжая развивать свою творческую деятельность и сочинять новые стихи.
В 1752 году её семья разорилась, заставив её прервать учебу в университете Падуи и вернуться домой в Ровиго, где она преподавала физику в Академии искусств Ровиго (преподавала там до 1777 года).
В 1754 году она была избрана президентом Академии Ровиго.